# Аристакесова, Стелла Леоновна
Стелла Леоновна Аристакесова (17 декабря 1934, Баку, Азербайджанская ССР, СССР — май 1998) — советский режиссёр мультипликационных фильмов, советская и российская художница, иллюстратор.

## Биография
Родилась 17 декабря 1934 года в Баку.
В 1958 году закончила обучение на художественном факультете Московского полиграфического института. По другим сведениям, училась в этом институте в 1952—1957 годах. Дипломной работой были иллюстрации к сказке Ганса Андерсена «Снежная королева». Научным руководителем дипломной работы был Андрей Гончаров.
Осуществляла иллюстрирование и оформление книг для издательств «Детский мир», Детгиз, Изогиз и других, в том числе детских книг русских и иностранных авторов.
С 1960 года выполняла рисунки для журнала «Семья и школа». В 1961—1963 годах — для армяноязычного журнала «Пионер».
Занималась станковой живописью, промышленной графикой (с 1960 года, товарными знаками), изготовлением декоративных игрушек.
Поступила во Всесоюзный государственный институт кинематографии на режиссёрский факультет. Окончила его.
В 1971—1977 годах была режиссёром пяти мультипликационных фильмов студии «Союзмультфильм».
В 1984—1990 годах была художницей семи диафильмов студии «Диафильм».
Была иллюстратором наборов открыток московского издательства «Изобразительное искусство».
Была одним из организаторов творческого объединения женщин-художников «Ирида».
В качестве художницы написала портреты известных деятелей культуры, серию картин о произошедшем в 1988 году землетрясении в Армении.
Принимала участие в проходивших в России и других государствах выставках работ московских художников, начиная с 1958 года. Была постоянным участником московских, всесоюзных, международных выставок.
Сотрудничала с Фондом мира, Фондом культуры, Комитетом советских женщин.
Более тридцати лет проработала в области станковой живописи, станковой, журнальной и книжной графики.
Работы Аристакесовой хранятся в музеях России, частных собраниях и галереях Австралии, Австрии, Венгрии, Германии, Италии, Польши, США, Франции, Швейцарии, Югославии.
Умерла в мае 1998 года.

## Фильмография
| Год  | Название мультфильма   |
| ---- | ---------------------- |
| ?    | «Собака и кость»       |
| 1971 | «Самый младший дождик» |
| 1973 | «Василёк»              |
| 1975 | «Необычный друг»       |
| 1976 | «Просто так»           |
| 1977 | «Наш добрый мастер»    |

- Приключения Бертольдо : по мотивам итальянского фольклора / Художник С. Аристакесова. — М. : Диафильм, 1984. — 1 дф. (38 кд.).
- Птица-счастье : польская сказка / Художник С. Аристакесова. — М. : Диафильм, 1984. — 1 дф. (39 кд.).
- Портной и царь : Армянская сказка / Художник С. Аристакесова. — М. : Диафильм, 1986. — 1 дф. (31 кд.).
- Четкарёв О. Н. Сын Огня и сын Ночи : удмуртская легенда / Художник С. Аристакесова. — М. : Диафильм, 1986. — 1 дф. (34 кд.).
- Волшебный свисток или золотые яблоки : по мотивам французской сказки / Художник С. Аристакесова. — М. : Диафильм, 1987. — 1 дф. (42 кд.).
- Гюльназарян Х. М. Как я потерялся / Художник С. Аристакесова. — М. : Диафильм, 1987. — 1 дф. (34 кд.).
- Катаев В. П. Цветик-семицветик / Художник С. Аристакесова. — М. : Диафильм, 1987. — 1 дф. (40 кд.).
- Тростниковая шапка : английская сказка / Художник С. Аристакесова; сценарий Т. Карелиной. — М. : Диафильм, 1989. — 1 дф. (35 кд.).
- Госпожа Метелица : по сказке братьев Гримм / Художник С. Аристакесова. — М. : Диафильм, 1990. — 1 дф. (33 кд.).

## Известные художественные работы
| Год  | Название работы                   | Тип работы           |
| ---- | --------------------------------- | -------------------- |
| 1958 | «Кривая уточка» (народная сказка) | книга                |
| 1958 | «Лес»                             | акварель             |
| 1959 | «Девочка с веснушками»            | монотипия            |
| 1960 | «Портрет девочки»                 | акварель             |
| 1960 | «Птичка-синичка» (Г. Филоян)      | книга                |
| 1961 | «Жираф»                           | декоративная игрушка |
| 1962 | «Крокодил»                        | декоративная игрушка |
| 1963 | «Девочка во ржи»                  | линогравюра          |
| 1963 | «Силач и тягач» (Г. Сапгир)       | книга                |
| 1992 | «Радуга»                          | акварель             |

| Название серии   | Описание серии          |
| ---------------- | ----------------------- |
| «Армения-88»     | посвящена землетрясению |
| «Древо»          | экологическая           |
| «Материнство»    | поэтико-этнографическая |
| «По Венгрии»     | поэтико-этнографическая |
| «По Енисею»      | поэтико-этнографическая |
| «По Прибалтике»  | поэтико-этнографическая |
| «По Узбекистану» | поэтико-этнографическая |

## Награды
- Медаль ВДНХ[1][2][4][5]
- Почётный диплом Художественного Фонда РСФСР[1][2][4][5]
- диплом горкома художников-графиков[5]
- диплом журнала «Советская женщина»[5]
- почётная грамота советского Фонда мира[5]
- почётная грамота Союза журналистов СССР[5]
- почётная грамота Советского фонда культуры[5]

## Членства
- Член Союза художников СССР[4]
- Член Московского Союза художников[5]
- Член Союза журналистов Москвы (секция художников печати)[5]
- Член творческого объединения женщин-художников «Ирида»[5]

## Рецензии, отзывы, критика
В 1972 году Сергей Михалков, рассказывая на страницах газеты «Известия» о проходившей в Центральном доме работников искусств выставке работ членов Объединённого комитета художников-графиков профсоюза работников культуры, приуроченной к съезду этого профсоюза, назвал значительной попыткой созданную художницей С. Аристакесовой армянскую азбуку, отметив использование в ней присущих армянскому народному искусству строя и ритмов. Также Михалков оценил эту работу Аристакесовой как благородные поиски, имеющие широкие перспективы в многонациональном СССР.
По мнению Марии Эсмонт, Стелла Аристакесова была необычайно деятельным и активным человеком. Её работы — это выполненные акварелью, темперой, маслом сюжетные композиции, натюрморты и портреты, основной темой которых являются взаимоотношения человека и общества, человека и природы. Дополнительную смысловую нагрузку поэтическому и философскому началам её произведений придают использованные цвета. Своеобразная, присущая только ей манера была обусловлена особенным видением мира, постоянным поиском новых пластических форм для выражения своих тем. Особняком стоят самые сильные и выразительные её работы, выражающие протест против разрушающей жизнь стихии, — посвящённая страшному землетрясению серия «Армения-88». В этой серии сквозь выразительные пятна отчётливо проглядывает целое поколение сильных личностей.